# Синявський Вадим Святославович
Синя́вський Вади́м Святосла́вович (нар. 10 серпня 1906, Смоленськ, Російська імперія — пом. 3 липня 1972, Москва, СРСР) — радянський журналіст та радіокоментатор, засновник радянської школи спортивного радіорепортажу. Кавалер орденів Червоного Прапора та Червоної Зірки, а також Ордена «Знак Пошани».

## Життєпис
Вадим Синявський народився у Смоленську. Виховувався мачухою М. П. Третьяковою, племінницею відомого мецената Павла Третьякова. Закінчив інститут фізкультури, хоча міг зробити й музичну кар'єру, адже володів абсолютним слухом і навіть працював тапьором у московських кінотеатрах.
З 1924 року обіймав посаду коментатора Всерадянського радіо, разом з Ольгою Висоцькою проводив радіоуроки з гімнастики. Існує загальноприйнята думка, що саме Синявський став першим футбольним радіокоментатором на теренах СРСР, прокоментувавши поєдинок між збірними Москви та України, що відбувся 26 травня 1929 року. Однак журналіст Володимир Пахомов заперечує цю інформацію, приписуючи першість іншим людям.А от щодо першості Синявського у коментуванні міжнародних матчів жодних сумнівів не виникає — саме він провів міжнародний футбольний репортаж з матчу між збірними СРСР та Туреччини у 1935 році. Також слід відзначити, що саме на прохання Вадима Святославовича композитор Матвій Блатнер написав широковідомий «Футбольний марш» у 1938 році.
Під час Другої світової війни Синявський був військовим кореспондентом Всерадянського радіо, проводив репортажі з фронта. Його авторству належать передача з бункера в Сталінграді, де капітулював фельдмаршал Паулюс, та репортаж з палаючого танка на Курській дузі. 7 листопада 1941 року голосом Вадима Синявського на радіо транслювався репортаж з історичного параду на Красній площі за участі військ, що відправлялися на передову. У 1942 році журналіста було серйозно поранено під час оборони Севастополя, він втратив око. Втім, це не завадило йому бути одним з тих, хто у 1945 році вів репортаж з Параду Перемоги на Красній площі.
2 травня 1949 року Синявський провів перший в історії радянського футболу телерепортаж матчу між командами «Динамо» (Москва) та ЦДКА з коментаторської кабіни у Петровському парку (до цього усі репортажі велися виключно зі студії). Деякі джерела вказують, що ця подія сталася у 1951 році. Окрім футболу Вадим Святославович коментував плавання, бокс, легку атлетику, шахи та ковзанярський спорт. Востаннє його голос пролунав у ефірі 2 травня 1971 року під час репортажу з легкоатлетичної естафети на приз газети «Вечірня Москва».
Вадим Синявський помер 3 липня 1972 року. Його поховано на Донському цвинтарі у Москві (перша дільниця). Після смерті в нього лишилася дружина та троє дітей: Сергій, Юрій та Марина.

## Фільмографія
| Рік  |     | Українська назва        | Оригінальна назва     | Роль                               |
| ---- | --- | ----------------------- | --------------------- | ---------------------------------- |
| 1946 | ф   | Центр нападу            | Центр нападения       | Футбольний радіокоментатор (камео) |
| 1946 | мф  | Тиха галявина           | Тихая поляна          | Озвучування                        |
| 1948 | мф  | Чемпіон                 | Чемпион               | Озвучування                        |
| 1950 | мф  | Хто перший?             | Кто первый?           | Озвучування                        |
| 1951 | ф   | Спортивна честь         | Спортивная честь      | Футбольний радіокоментатор (камео) |
| 1953 | док | Наші чемпіони           | Наши чемпионы         | Коментатор                         |
| 1961 | ф   | Артист із Коханівки     | Артист с Кохановки    | Спортивний коментатор (голос)      |
| 1965 | ф   | Лев, що спить           | Спящий лев            | Спортивний коментатор (голос)      |
| 1967 | мф  | Машинка часу            | Машинка времени       | Озвучування                        |
| 1984 | док | Футбол нашого дитинства | Футбол нашего детства | архівні кадри                      |

## Нагороди
- Орден Червоного Прапора[1]
- Орден Червоної Зірки
- Орден «Знак Пошани» (1957)
- Медаль «За оборону Севастополя»[5]
- Медаль «За оборону Москви»[5]
- Медаль «За оборону Сталінграда»[5]